# Jellyfish Lake

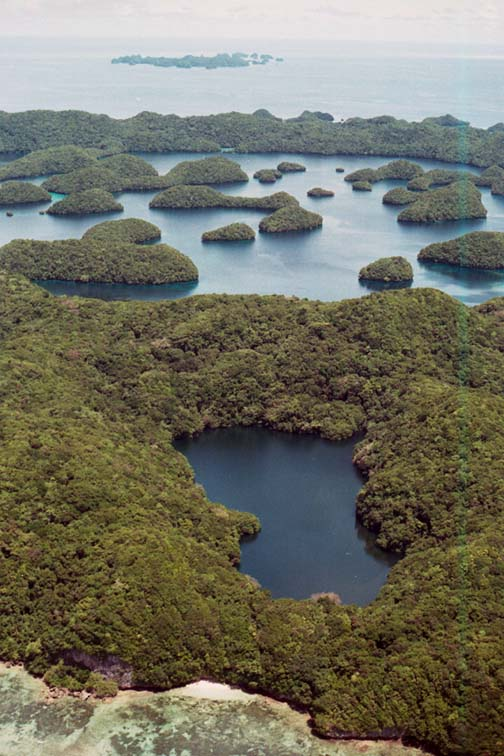
Jezioro Jellyfish Lake – widok z lotu ptaka

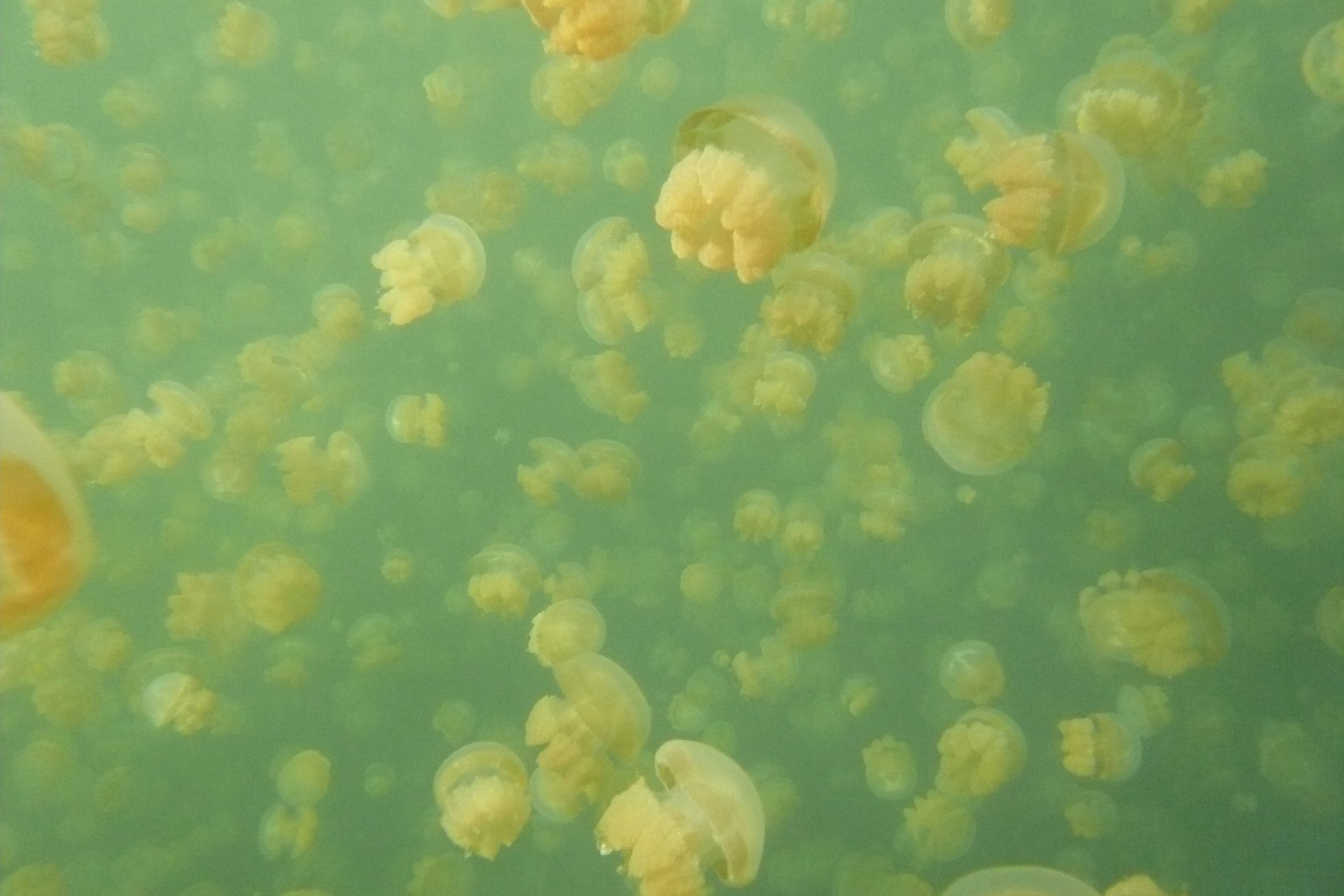
Ławica meduz w jeziorze Jellyfish Lake

Jellyfish Lake (ang. Jellyfish Lake – „jezioro meduz”, w miejscowym narzeczu: Ongeim’l Tketau – „piąte jezioro”) – jezioro słone, meromiktyczne, jedno z pięciu jezior położonych na wyspie Eil Malk (Echerchar) należącej do Palau na Mikronezji. Wyspa Eil Malk należy do Wysp Skalistych, niezamieszkanych wysepek w południowej części laguny Palau, będących fragmentem starej, mioceńskiej rafy koralowej. Stanowi jedno z około 50 słonych jezior położonych na tych wyspach. Popularne miejsce nurkowań, znane z licznej populacji meduz, które podejmują dobowe migracje horyzontalne.

## Opis hydrologiczny jeziora

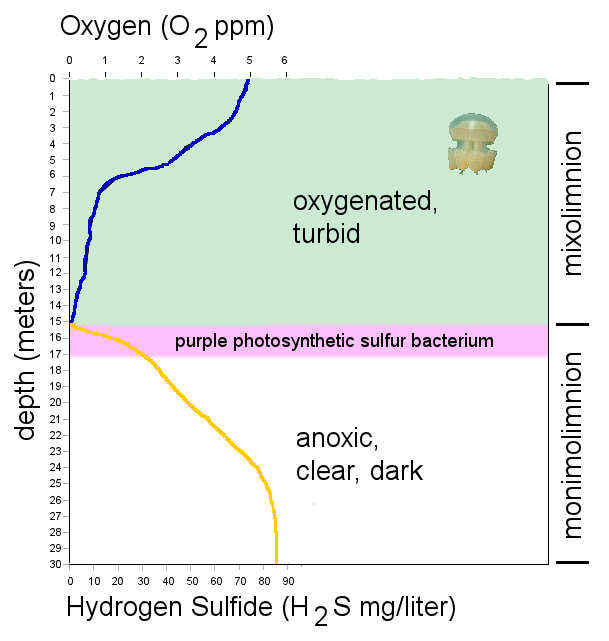
Stratyfikacja w Lake Jellyfish – schemat

Jezioro słone, zasilane wodą morską przez szczeliny i tunele w skałach wapiennych. Jezioro meromiktyczne, amiktyczne (trwale zestratyfikowane). Miksolimnion natleniony (do 5 mg O2/L), monimolimnion odtleniony (0 mg O2/L na głębokości 15 m). Trwała stratyfikacja jest konsekwencją: 1) otoczenia jeziora przez wysokie skały i drzewa, które osłaniają je przed wiatrem, 2) zasilania tylko powierzchniowej warstwy jeziora przez wody o mniejszym ciężarze właściwym (deszcze, spływy powierzchniowe i napływ wody morskiej przez szczeliny), 3) położenia w strefie klimatu równikowego, z bardzo małymi wahaniami temperatury, co uniemożliwia mieszanie spowodowane zmianami gęstości wody wynikającymi ze zmian temperatury.
Warstwa powierzchniowa (do głębokości 3 m) jest wysładzana przez opady deszczu i spływ wód powierzchniowych. Połączenie z wodami laguny powoduje, że w jeziorze mają miejsce wahania poziomu wody wynikające z pływów, jednak ich amplituda jest wygaszona do ok. 1/3 amplitudy pływów w lagunie, a czas jest opóźniony o ok. 1 h 40 min. Fala pływowa zapewnia wymianę ok. 2,5% objętości wody w jeziorze, jednakże ponieważ fala ta dostaje się tylko do powierzchniowych warstw jeziora, nie narusza jego stratyfikacji. W monimolimnionie duże stężenie siarkowodoru (do 80 mg/L przy dnie) oraz amoniaku i fosforanów.
Górna warstwa monimolimnionu i dolna chemokliny jest zasiedlona przez fotosyntetyzujące bakterie purpurowe z rodzaju Chromatium sp. Bakterie te tworzą gęstą warstwę, o miąższości ok. 1 m, która odcina dostęp światła do warstw głębszych. Widzialność krążka Secchiego w miksolimnionie: 5 do 8 m.

## Historia geologiczna
Wiek jeziora szacowany jest na ok. 12 tys. lat – najprawdopodobniej wtedy, na skutek podniesienia poziomu morza, morska woda mogła zalać obniżenie, w którym znajduje się jezioro.

## Flora i fauna
Producenci pierwotni reprezentowani są przez rezydujące w chemoklinie siarkowe bakterie purpurowe Chromatium sp. oraz pelagiczne zielenice Avrainvillea hollenbergii i okrzemki. Brzegi porastają lasy mangrowe. Fauna obejmuje: mszywioły Beania klugei, gąbki: Haliclona korema, Haliclona sp., Pellina sp., Spheciospongia peleia, Suberites sp. i Tethya microstella, parzydełkowce (Anthozoa – Entacmaea medusivora, Scyphozoa – Aurelia sp., Mastigias sp.), skorupiaki (planktonowe oczliki Oithona sp., Acrocalanus sp.), mięczaki: Brachidontes sp., Morula margariticola, Phaneropthalmus smaragdinus, rozgwiazdę Linckia multifora, osłonice: Ascidia gemmata, Eudistoma inauratum i Polycarpa tumida oraz ryby: Acentrogobius janthinopterus, Sphaeramia orbicularis i Pranesus sp.
W jeziorze przeprowadzono eksperyment, który potwierdził hipotezę Karola Darwina zakładającą, że organizmy planktonowe powodują mieszanie wód oceanicznych. Prof. Dabiri wykazał, że ruch meduz jest w stanie tak wymieszać wodę w jeziorze, że barwnik wprowadzony w jednym końcu jeziora został szybko (w ciągu dnia) rozprowadzony w całym miksolimnionie. Dokładne badania wykazały, że organizmy planktonowe przemieszczając się w wodzie przesuwają ze sobą wodę o objętości cztery razy większej niż objętość ich ciał.

### Meduzy

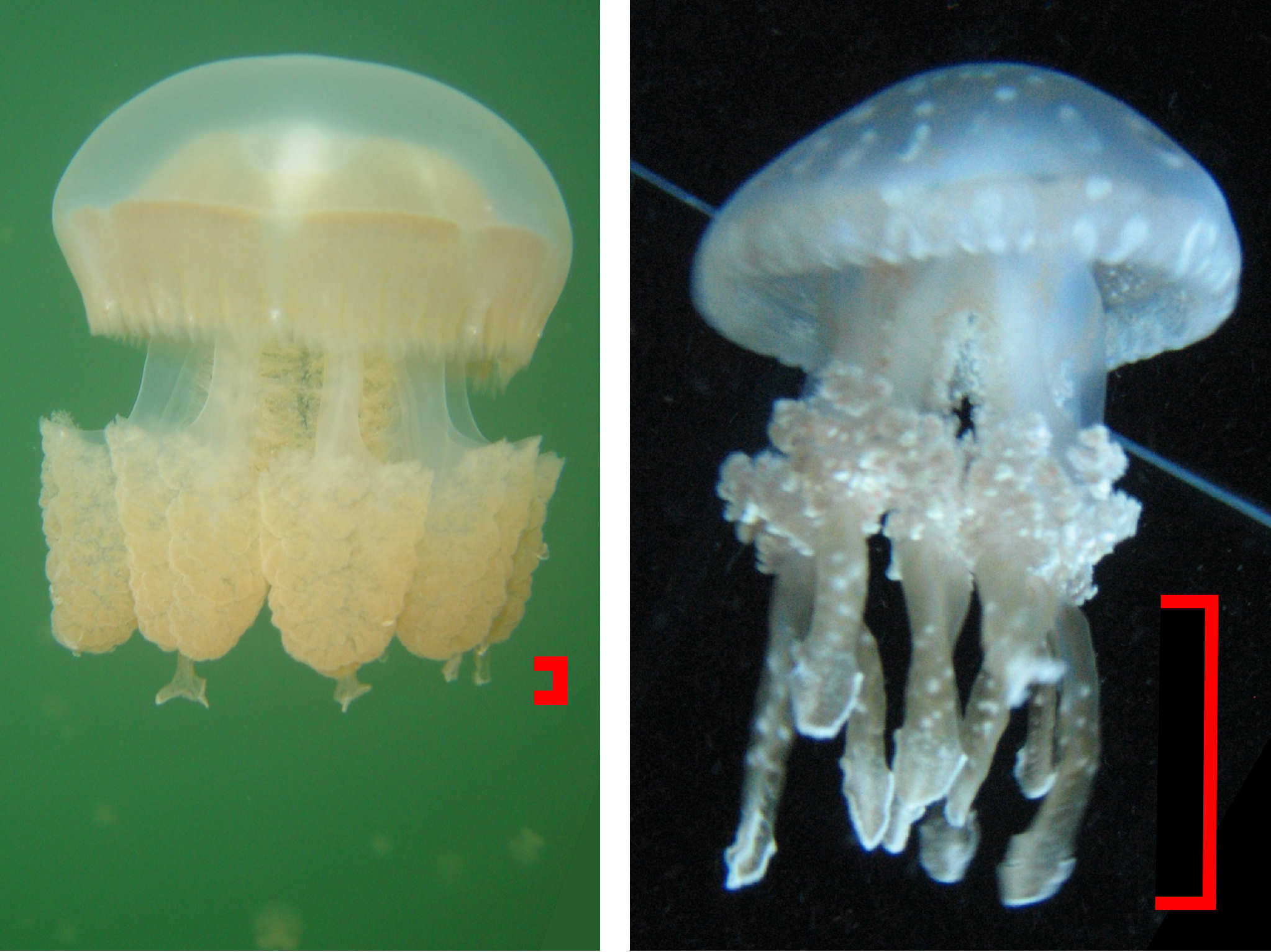
Porównanie Mastigias papua i Mastigias papua etpisoni. Zwróć uwagę na brak plamek, kolor i krótsze ramiona u osobnika z jeziora Jellyfish

Najbardziej charakterystycznym elementem fauny, od którego pochodzi nazwa jeziora, są meduzy: krewniaczka bałtyckiej chełbi modrej – Aurelia sp. oraz Mastigias sp.
Zasiedlające jezioro meduzy z rodzaju Mastigias są blisko spokrewnione z meduzami Mastigias papua występującymi w pobliskiej lagunie, jednak różnią się od nich pod względem morfologicznym i behawioralnym: mają znacznie krótsze ramiona, nie mają plamek na czaszy, wyróżniają się natomiast charakterystyczną żółtawą barwą (od której bierze się ich nazwa: golden jellyfish, ang. – złota meduza) oraz podejmują dobowe migracje. Z tych przyczyn meduzy te zaklasyfikowano jako osobny podgatunek: Mastigias papua etpisoni, podobnie pokrewne meduzy zasiedlające cztery inne jeziora Palau wydzielono jako osobne podgatunki, nadając im nazwy pochodzące od nazwisk pięciu prezydentów Palau.
Drugi gatunek meduz występujących w jeziorze oznaczono początkowo jako Aurelia aurita, jednakże analizy genetyczne wykazały, że w rzeczywistości nie jest on spokrewniony bliżej z chełbią modrą niż z pozostałymi gatunkami z rodzaju Aurelia, i że meduzy te, wraz z podobnymi zasiedlającymi pozostałe słone jeziora Palau, tworzą kompleks trzech gatunków kryptycznych.
Obydwa gatunki meduz wykazują typową przemianę pokoleń z pokoleniem płciowym, planktonową larwą i osiadłym polipem, rozmnażającym się przez strobilizację. Meduzy są drapieżne, oprócz substancji odżywczych dostarczanych przez symbiotyczne zooksantelle, polują z wykorzystaniem knidocyst na drobne organizmy planktonowe.
Populacje obydwu meduz znacznie ucierpiały w wyniku zjawiska El Niño w roku 1998. Wzrost temperatury wody, towarzyszący El Niño spowodował znaczny wzrost śmiertelności symbiotycznych zooksantelli, odżywiających meduzy i polipy. W rezultacie meduzy Mastigias zupełnie zniknęły z pelagialu, a liczebność meduz Aurelia sp. znacznie zmalała. Gdy temperatura wody zmalała, liczebność populacji meduz zaczęła wzrastać. Populacja Mastigias papua etpisoni odbudowała swoją liczebność do poziomu sprzed kryzysu dopiero w roku 2012.

### Dobowe migracje meduz
Unikatowym fenomenem obserwowanym w jeziorze są masowe migracje dobowe meduz.
Aurelia sp. wykazuje dobowe migracje pionowe, podążając w nocy za oczlikami, stanowiącymi jej pokarm, ku powierzchni.
Mastigias papua etpisoni podejmuje migracje pionowe (o amplitudzie ok. 10 m) oraz migracje horyzontalne (ok. 1 km dziennie), o następującym wzorcu:
1. nocą osobniki przebywają w centralnych rejonach zachodniego basenu jeziora, gdzie przemieszczają się w płaszczyźnie pionowej, pomiędzy warstwą powierzchniową a chemokliną, w celu pozyskania biogenów dla swoich symbiotycznych glonów,
2. od wczesnego ranka do ok. 9:30 meduzy przemieszczają się w kierunku wschodniego basenu,
3. od popołudnia do ok. 15:30 meduzy przemieszczają się ze wschodniego basenu do zachodniego krańca jeziora,
4. tuż po zachodzie słońca meduzy przemieszczają się krótko w kierunku centrum basenu zachodniego, gdzie pozostają przez noc.

Ultymatywną przyczyną dobowych migracji horyzontalnych tych meduz jest unikanie drapieżnych jamochłonów (Entacmaea medusivora), polujących na meduzy, a przebywających blisko brzegów, w zacienionej strefie jeziora. Meduzy wyewoluowały w kierunku unikania stref zacienionych, gdzie ryzyko śmierci jest podwyższone.
W trakcie pływania meduzy obracają się wokół swojej osi strzałkowej, w kierunku przeciwnym do ruchu wskazówek zegara, najprawdopodobniej w celu zapewnienia odpowiedniego, równomiernego oświetlenia dla zooksantelli rozmieszczonych w swoim ciele. Inne gatunki z rodzaju Mastigias zasiedlające słone jeziora Palau również podejmują migracje horyzontalne, jednak nie tak masowe, i o nieco innym wzorcu.

## Turystyka
Jest to jedyne jezioro na Palau dostępne dla turystów i dla swobodnego nurkowania. Na Palau występują krokodyle różańcowe, jednakże nie są uważane za zagrożenie dla pływaków korzystających z jeziora, jako że odnotowano tylko jeden przypadek śmierci przez nie spowodowany.
Nurkowanie z wykorzystaniem akwalungów jest zabronione w tym jeziorze ze względu na uwalniane bąble powietrzne, które uszkadzają ciało meduz, oraz stosunkowo płytko zalegającą warstwę monimolimnionu z dużym stężeniem siarkowodoru, co stwarza niebezpieczeństwo zatrucia przezskórnego.

## Zagrożenia
Epizody podwyższonej temperatury wody, związane ze zjawiskiem El Niño stwarzają zagrożenie wymarcia populacji meduz w jeziorze. Introdukcja obcych gatunków, związana z ruchem turystycznym, również stanowi zagrożenie dla funkcjonowania tego ekosystemu – latem 2003 roku stwierdzono zawleczenie jamochłona z rodzaju Aiptasia (najprawdopodobniej przebywającego w muszli ślimaka przenoszonej w kieszeni turysty). Jamochłon ten szybko rozprzestrzenia się w płytkich partiach jeziora, wypierając z tych siedlisk gatunki miejscowe.

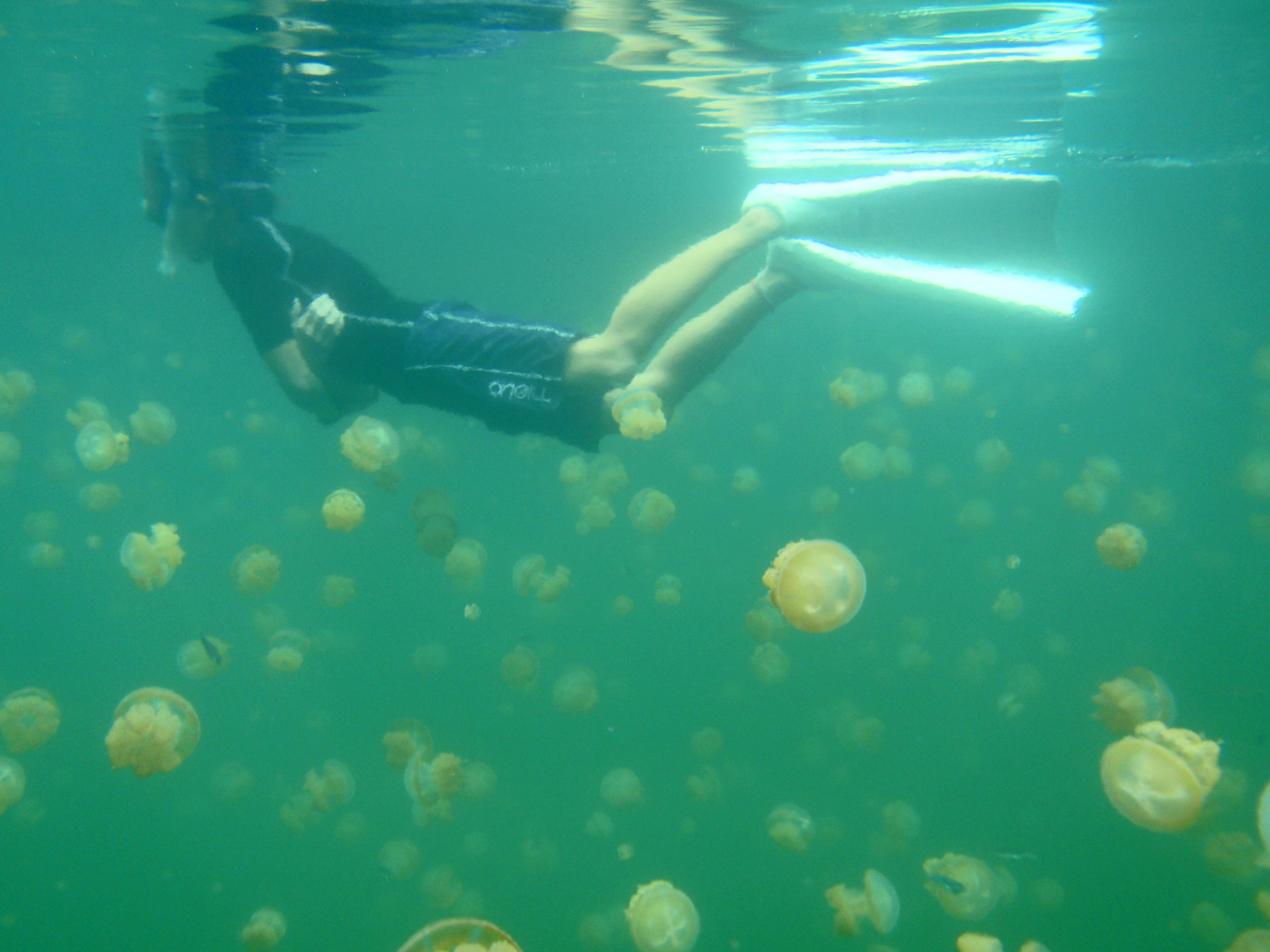
Swobodne pływanie z meduzami w Jellyfish Lake